# Glena fuliginaria
Glena fuliginaria är en fjärilsart som beskrevs av George Duryea Hulst 1888. Glena fuliginaria ingår i släktet Glena och familjen mätare. Inga underarter finns listade i Catalogue of Life.